# Pardosa palustris islandica
Pardosa palustris là một phân loài nhện trong họ Lycosidae.
Loài này thuộc chi Pardosa. Pardosa palustris islandica được Embrik Strand miêu tả năm 1906.